# بريون ألين
بريون ألين (من مواليد 1 مايو 1992) هو لاعب كرة سلة أمريكي محترف لطلاب مركز الطلاب في الدوري المونتونيغري لكرة السلة ودوري ABA 2. لعب ألين كرة السلة الجامعية لفريق جورج ميسون باتريوتس من عام 2010 حتى عام 2014.